# 阿尔卑斯高地旁拉赫
阿尔卑斯高地旁拉赫是奥地利下奥地利州诺因基兴县的一个市镇。总面积13.25平方公里，总人口300人，人口密度22.6人/平方公里（2005年）。